# Обицо III д’Есте
Вижте пояснителната страница за други личности с името Обицо д'Есте.
Обицо III д’Есте (на италиански: Obizzo III d’Este; * 14 юли 1294, Ферара, Херцогство Ферара; † 20 март 1352, пак там) от Дом Есте, е маркиз на Ферара (1317 – 1352), господар на Модена (1336 – 1352) и на Парма (1344 – 1346).

## Произход
Той е син на Алдобрандино II д’Есте († 1326), господар на Модена, Лендинара, Ровиго и Есте, и Алда Рангони († 1325). Обицо е племенник на Ацо VIII, маркиз на Ферара, Модена и Реджо (1293 – 1308). Има двама братя и една сестра:
- Ализия/Ализа († 1329), съпруга на Риналдо „Пасерино“ Бонаколси, господар на Мантуа.
- Николо I († 1334), съпруг на Беатриче Гондзага, дъщеря на Гуидо Гондзага, граф на Мантуа
- Риналдо II († 1335), кондотиер, господар на Ферара (1317 – 1335) и на Модена (1326 – 1335), господар на Комакио; съпруг на Лукреция ди Барбиано, дъщеря на графа на Барбиано.

## Биография
През 1336 г. Обицо и братята му получават от Манфредо I Пио властта над град Модена в замяна на Карпи и Сан Марино (дн. подселище на Капри).
През 1339 г. той подкрепя Ацо Висконти срещу опита на Лодризио Висконти да узурпира Синьория Милано, с отряд от войници, за да се присъедини към амброзианските милиции, които излизат победители в битката при Парабиаго на 21 февруари 1339 г.
Викариатът на Ферара е предоставен на Обицо и неговите потомци през 1344 г. от папа Климент VI. Папата изпраща епископ Белтрамино Паравичини във Ферара за тази цел и за инвеститурата е договорена много висока годишна такса. Следователно това помирение с папата е постигнато на висока цена, но това позволи на семейство Есте да си възвърне контрола над град Ферара след няколко години. Инвеститурата е формализирана заедно с други були в полза на семейство Есте, с което им е предоставено назначаването на канониците във всички колегиални църкви на Ферара, амнистията на всички договори, предвидени във Ферара и областта по време на отлъчването и анулирането на всички съдебни процеси срещу семейство Есте от Лудвиг IV Бавареца.
След като получава пълното управление на Ферара, братята му вече са мъртви (Риналдо умира през 1335 г., а Николо – през 1344 г.), Обицо става единственият господар на града. Също през 1344 г. той разширява владенията си към Парма, която купува от рода Да Кореджо. Той се опитва на няколко пъти безуспешно да завладее град Реджо Емилия.
Умира на 20 март 1352 г. на 58-годишна възраст, обичан и уважаван. Целият двор на Есте, трима епископи и четирима абати участваха в погребението му, отслужено в църквата „Сан Франческо“. Той е наследен от сина си Алдобрандино III, който е само на 17 години.

## Брак и потомство
Обицо се жени два пъти:
∞ 1. май 1317 за Джакома (Джакомина)/ Якопа Пеполи († 3 март 1341), дъщеря на Ромо Пеполи, господар на Болоня, от която няма деца.
∞ 2. 27 ноември 1347 за Липа Ариости/Ариосто († 27 ноември 1347), негова метреса, дъщеря на Джакомо Ариости, от която има децата:
- Беатриче д’Есте (* 18 септември 1332, Ферара; † 1387), ∞ 1365 за Валдемар I, княз на Анхалт-Цербст († сл. 7 януари 1367)[7][8], от когото няма деца.
- Алда д’Есте (* 18 юли 1333, Ферара; † пр. 24 септември 1381, Мантуа), ∞ 16 февруари 1356 за Луиджи (Лудовико) II Гондзага (* 1334, † 1382), маркграф на Мантуа (1334 – 1382)[7][8]
- Риналдо д'Есте (* 10 октомври 1334, Ферара; † 20 юли 1348, Ферара)[7]
- Алдобрандино III д’Есте (* 14 септември 1335; † 2/3 ноември 1361, Ферара), господар на Ферара и Ровиго (1352 – 1361), имперски викарий на Модена (1354 – 61); ∞ 1351 за Беатриче († 1388), дъщеря на Рикардо ди Камино, господар на Тревизо, от която има 2 сина и 1 дъщеря[7][8]
- Николо II д’Есте „Куция“ (* 17 май 1338, Ферара; † 26 март 1388, Ферара), господар на Ферара и Ровиго (1361 – 88), господар на Модена (1352 – 88), господар на Фаенца (1376 – 77); ∞ 1363 за Виридис дела Скала († 1394), от която има син и дъщеря.[7][8]
- Ацо д'Есте (* 14 март 1340, Ферара; † 18 септември 1349, Ферара)[7]
- Фолко д'Есте (* 1342, † 1356/58)[7] или извънбрачен от неизвестна жена[8]
- Костанца д’Есте (* 25 юли 1343, Ферара; † 13 февруари 1392) или извънбрачна от неизвестна жена,[8] ∞ 2 май 1362 Малатеста IV Малатеста (* 1327, † 17 юли 1372), господар на Римини[7]
- Уго д’Есте (* 18 октомври 1344, Ферара; † 1 август 1370), ∞ 1363 за Констанца Малатеста († 15 октомври 1378), дъщеря на Галеото Малатеста (Малатеста Унгаро), господар на Римини[7][8]
- Алберто V д'Есте (* 27 февруари 1347, Ферара; † 30 юли 1393, Ферара)[7] или извънбрачен от неизвестна жена[8], господар на Ферара, Модена и Реджо (1361/88 – 93), основател на Ферарския университет (1391); ∞ 1. 1388 за Джована ди Роберти († ок. 1390), 2. 1393 за Изота Алберезани († 1393 Ферара), от която има един син.

Децата от Липа, родени преди брака, са узаконени от Папата през 1346 г.
Има и няколко извънбрачни деца от неизвестни жени:
- Риналдо († 1347); ∞ за Мадалена Макаруфи[7]
- Джовани (*1324, † 1388/89), губернатор на Фриняно,[7][8]
- горепосоченият Фолко[8]
- горепосоченият Алберто V[8]
- горепосочената Костанца